# السارنية
السارنية هي ديانة هندية يتبعها في الغالب الآديفاسي الساكنين في منطقة هضبة تشوتا ناجبور في ولايات جهارخاند وأوديشا والبنغال الغربية وبهار وتشاتيسغار. 
تتمحور السارنية حول عبادة الطبيعة، يصلى أتباعها للأشجار والتلال ويؤمنون بحماية الغابات. يقدس أتباع هذه الديانة سارنا وهي البساتين التي يعتقدون بسكن إله كل قرية بها ويعرف هذا الإله باسم غرام ديوتي بها ويقدمون القرابين بها مرتين في السنة. ويشار إلى السارنية أيضًا باسم سارنا دارما أو دين الغابة المقدسة، وهي أكبر ديانة قبلية في الهند.
كلمة "سارنا " تعني "البستان" والاسم مرتبط بشجرة السال.

## اللاهوت
يعبد السارنيون إله القرية ويقدسونه وهو بالنسبة لهم حامي القرية، ويُسمى غاون خونت أو غرام ديوتي أو دارميس أو مارانج بورو أو سينغبونغا وأسماء أخرى باختلاف الاسم بين القبائل قبائل مختلفة..

## العبادات
سارنا هو مكان العبادة وهو بستان مقدس، تسميه قبيلة السنتال باسم جاهر ثان أو جاهر جار وهو منتشر في القرى. المهرجان الرئيسي في السارنية هو مهرجان سرهول لعبادة الأسلاف. من طقوس المهرجان يجلب الباهان ثلاثة أواني ماء إلى السارنا، إذا انخفضت كمية المياه في الأوعية فلن تأتي الرياح الموسمية، وإذا بقيت على حالها، فستأتي الرياح الموسمية كالمعتاد.

## المعتنقون
التركيبة العرقية للسارنيون
ذكرت السارنية في تعداد عام 2011 في فئة الديانات الأخرى بعد الهندوسية والإسلام والمسيحية والسيخية والبوذية والجاينية.  بلغ عدد أتباعها 4,957,467 نسمة في تعداد عام 2011 يتركون في الولايات الشرقية مثل جهارخاند (83.33%) وأوديشا (8.14%) والبنغال الغربية (8.13%) وبهار (0.21%) وتشاتيسغار (0.16%)، وتوجد أعداد أقل منهم في آسام (301) والبنجاب (190) وماديا برديش (133). أغلبية أتباعها من القبائل المجدولة بنسبة 92.60% بينما تشكل الطوائف المجدولة والطبقات المتخلفة الأخرى والمجتمعات غير المجدولة 7.39%. بالنسبة التركيبة العرقية فأكبر القبائل اعتناقًا للسارنية كالآتي السنتال (30.48%) والأوراون (21.35%) والهو (17.87%) وموندا (12.48%) وبهوميج (1.72%) لوهار (1.70%) وماهالي (1.07%) وخارية (0.87%) وبديا (0.64%). تشكل القبائل الأخرى مثل كيسان وكولها وغوندي وخاروار وشيك باريك وأسور وبهينجيا وكرملي وكورا وكول وقعوار وبيرجا ومال باهريا وسافار، بيرهور وغوريت وبارهايا ولودا وشيرو وخانوار وسوريا باهريا ومونداري وبايجا وكوروا وسونتي وبينجهور وناجيسيا وماهلي وعدة قبائل أخرى مجتمعة ال 4.42٪ المتبقية.

## السياسة
تعرض السارنيون نتيجة للاستعمار والإمبريالية الغربية في آسيا للعديد من محاولات التبشير والتحويل القسري إلى المسيحية. أعقب وصول أول المبشرين البروتستانت الألمان إلى المنطقة في عام 1845 بمبشرين من الروم الكاثوليك. سببت موجات التبشير بتزايد الصراع الطائفي بين القبائل المسيحية وغير المسيحية وخاصة في عامي 1947-1948 وقت استقلال الهند.
اقترحت اللجنة الوطنية للقبائل المجدولة (NCST) أن تصبح السارنية ديانة مستقلة في بتعداد الهند. تطالب العديد من المنظمات القبلية والمبشرين المسيحيين باعتراف الدولة بالسارنية.. لكن في خطوة ضد هذه المطالبات قال وزير الشؤون القبلية الهندي جوال أورام في عام 2015 "لا يكمن إنكار حقيقة أن الأديفاسي هندوس". احتج 300 قبلي على هذا التصريح، واعتقلت الشرطة أكثر من 100 منهم لإفساح الطريق لمرور جوال أورام. قال زعيم أديباسي سارنا مهاسابها والنائب ديف كومار دهان إن السارنيين معترضون على البيان الذي أدلى به أورام وأضاف: «إذا كان من الممكن أن يكون لليانية ذات 60 ألف معتنق تصنف خاص في التعداد الوطني، فلما لا تحصل السارنية القبلية التي يعتنقها أكثر من 10 كرور نسمة في ولايات جهارخاند وماديا برديش وتشاتيسغار وماهاراشترا وهيماجل برديش وراجستان وأوديشا فبدلاً من الاعتراف بهم، يأتي هو ليقول هندوس».
أصدر حزب جهارخاند موكتي مورتشا (JMM) الذي كان يتولى السلطة في جهارخاند في في عام 2022 قرارًا بالإجماع بشأن إدراج السارنية كدين منفصل في التعداد السكاني لعام 2021، وإرسال مذكرة للحكومة المركزية من أجل موافقة على مطلبهم.. 
تسعى العديد من المنظمات القبلية للحصول على اعتراف باستقلالية السارنية كديانة منفصلة. تدعم العديد من الكنائس المسيحية أيضًا هذا المطلب. بينما تعارضه منظمة التطوع الوطنية لأنها ترى السارنيين هندوسًا.

## ثبت المراجع

### الكتب
- Sharma، Mukul (2022). ""Come Let Us All Play": Sacred Groves, Sarna, and "Green" Politics in Jharkhand, India". في Coggins، Chris؛ Chen، Bixia (المحررون). Sacred Forests of Asia – Spiritual ecology and the politics of natural conservation. Routledge. DOI:10.4324/9781003143680-5. ISBN:9781003143680. LCCN:2021054055. مؤرشف من الأصل في 2024-06-16.
- Virottam، Balmukund (2020). Religious History of the Chotanagpur Tribes: (Sarna Dharam to Christianity). Himalaya Publishing Housr. ISBN:978-93-90515-60-8. OCLC:1320817862.
- Minahan، James (2012). Ethnic Groups of South Asia and the Pacific: An encyclopedia. Ethnic Groups of the World. ABC-CLIO. ISBN:978-1-59884-659-1.
- Niketan، Kishor Vidya (1988). The Spectrum of Tribal Religion in Bihar: A study of continuity & change among the Oraon of Chotanagpur.
- Hembram، Phatik Chandra (1988). Sari-Sarna (Santhal religion). Mittal Publications. ISBN:8170990440.
- Sachchidananda، A.K. (1980). Elite and Development. New Delhi: Concept Publishing Co. ASIN:B000MBN8J2.

### الصحف
- Srivastava، Malini (2007). "The Sacred Complex of Munda Tribe" (PDF). Anthropologist. ج. 9 ع. 4: 327–330. DOI:10.1080/09720073.2007.11891020. S2CID:73737689. مؤرشف من الأصل (PDF) في 2024-03-07.

## روابط خارجية
- "Adivasi Religion and Society Network". arsnetwork.org. مؤرشف من الأصل في 2013-12-21.